# 金野正人
金野 正人（こんの まさと、1952年2月2日 - ）は、元・NHKアナウンサー。

## 経歴
東京都出身。東京都立日比谷高等学校、早稲田大学法学部卒業後、1975年入局。
初任地は函館。
その後、長崎局、仙台局（1984年8月から）などを歴任、新潟局アナウンス専任部長、アナウンス室チーフアナウンサー、松山局、長野局放送部長、日本語センターエグゼクティブアナウンサー。
2017年、日本語センター専門委員。

## 過去の担当番組
- FMリクエストアワー（函館放送局）
- ラジオ文芸館
- BSフォーラム「リゾート決算」- 生きたい、行きたいまちづくり -
- さわやかインタビュー
- 生活ホットモーニング
- ハイビジョンでこんにちは
- ワールドカップサッカー フランス98ハイビジョンスタジアムキャスター
- 10min.ボックス